# Senecio serratifolius
Senecio serratifolius là một loài thực vật có hoa trong họ Cúc. Loài này được (Meyen & Walp.) Cuatrec. miêu tả khoa học đầu tiên năm 1950.